# Герц (дворянский род)
Герц (нем. von Schlitz genannt von Görtz) — старинная немецкая дворянская фамилия.
Уже в IX веке владели Шлитцем-на-Фульде. Возведены в 1677 г. в баронское достоинство; в 1726 г. — в графское. Из членов этой фамилии известен барон Георг Генрих фон Герц (1668—1719), шведский министр при Карле XII.
- Герц, Иоганн Евстафий (1737—1821) — граф фон Шлиц, прусский государственный деятель.

- герцогиня Герц Ангелина Романовна